# مالکیه (بحرین)
شهر المالکیه (به عربی: المالکیة) در شمالیه در کشور بحرین واقع شده‌است. جمعیت این شهر ۱۴٫۵۷۳ نفر است.